# Onibury
Onibury è un villaggio e parrocchia civile dell'Inghilterra, appartenente alla contea dello Shropshire.